# Molophilus pusillus
Molophilus pusillus är en tvåvingeart som beskrevs av Edwards 1921. Molophilus pusillus ingår i släktet Molophilus och familjen småharkrankar. Inga underarter finns listade i Catalogue of Life.